# Nyctiophylax repandus
Nyctiophylax repandus là một loài Trichoptera trong họ Polycentropodidae. Chúng phân bố ở miền Australasia.